# Collaroy, New South Wales
Collaroy este o suburbie în Sydney, Australia. Este approximativ 20 de kilometri NNE din centru orasului.